# Karl Anton Hyacinth von Gallean

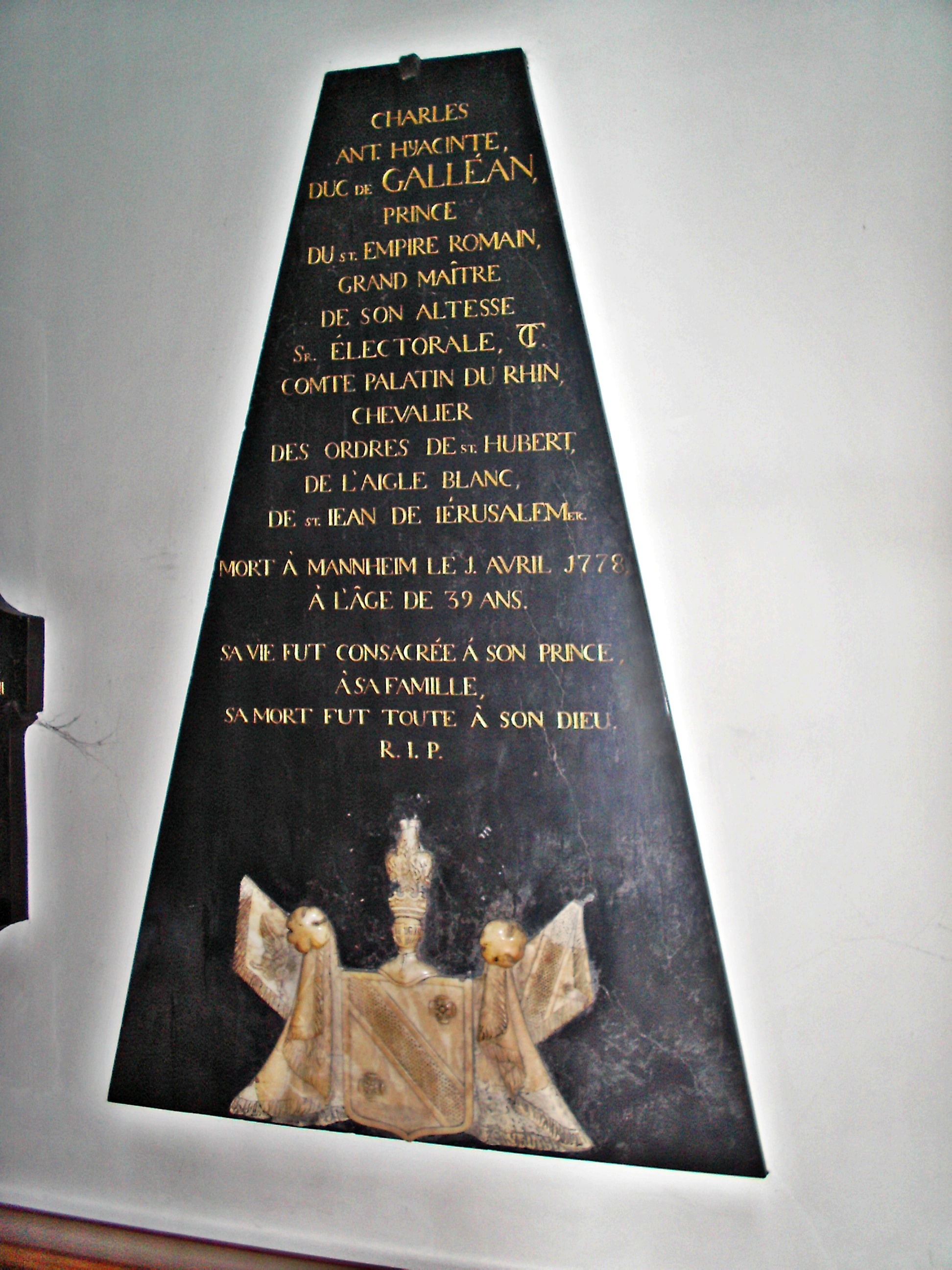
Epitaph in Mannheim, St. Sebastian

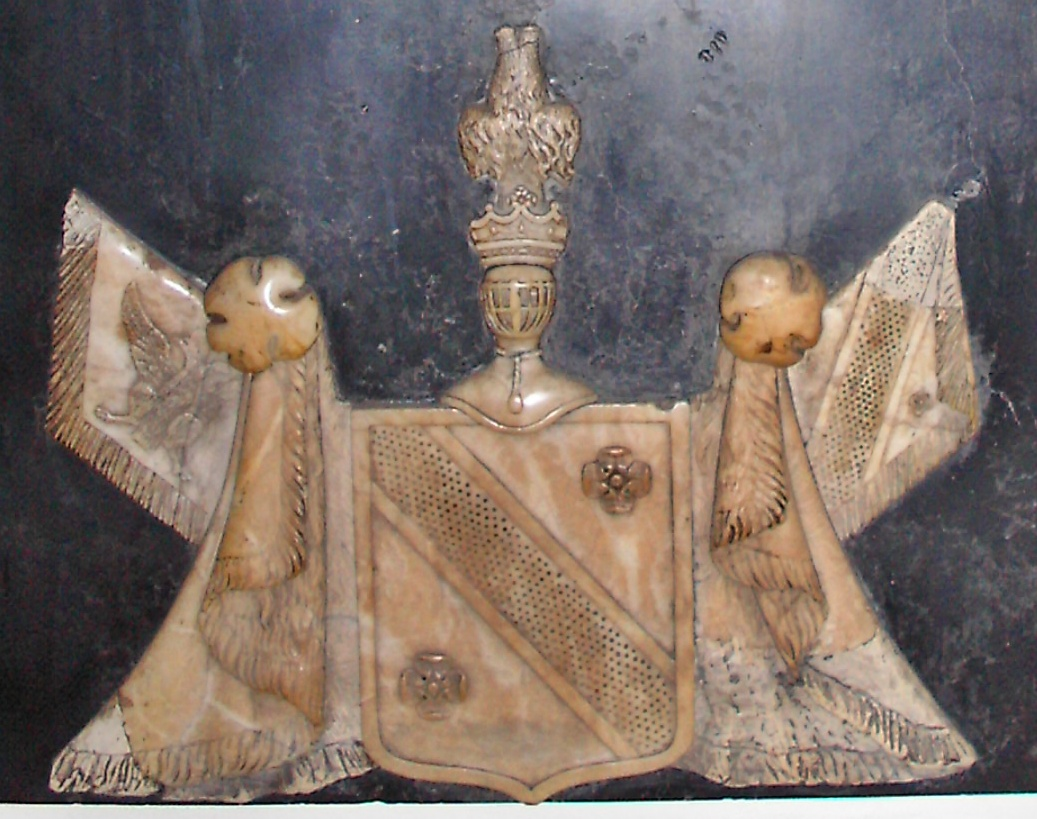
Wappen des Fürsten, vom Epitaph

Karl Anton Hyacinth von Gallean; französisch Charles Antoine Hyacinthe de Gallean (* 18. September 1737; † 1. April 1778 in Mannheim), war kurpfälzischer Obersthofmeister, Wirklicher Geheimer Rat und enger Vertrauter von Kurfürst Karl Theodor.

## Leben und Wirken
Die de Gallean waren ursprünglich Genueser Patrizier, welche teils in päpstlichen, teils in savoyischen, in spanischen, aber auch in französischen Diensten standen.
Karl Anton Hyacinth von Gallean wurde geboren als einziger Sohn von Karl Hyacinth von Gallean (1716–1754), französischer Gesandter in Sachsen-Polen, am Dresdener- bzw. am polnischen Hof und dessen Ehefrau Adelheid Carolina Felicitas de Forbin († 1743).
Zunächst trat Karl Anton Hyacinth von Gallean in die französische Armee ein und wurde Oberst im Regiment Grenadiers de France. Am 15. Januar 1757 erhob ihn Papst Benedikt XIV. zum Herzog in der päpstlichen Enklave von Avignon. Am 14. Dezember 1759 erhielt er durch Papst Clemens XIII. die Würde eines römischen Fürsten.
Schon am 2. Februar des gleichen Jahres hatte ihn Kurfürst Karl Theodor von der Pfalz mit dem Ritterkreuz des Ordens vom Hl. Hubertus ausgezeichnet. Ab 11. März 1761 fungierte Gallean als dessen Groß- bzw. Obersthofmeister im kurpfälzischen Mannheim. Sehr schnell gewann er das Vertrauen des Kurfürsten und wurde zu einem seiner wichtigsten und engsten Berater. Am 15. September 1761 erhob Kaiser  Franz I. Karl Anton Hyacinth von Gallean in den Stand eines Reichsfürsten; Kurfürst Karl Theodor als Reichsvikar folgte am 3. April 1763 mit Verleihung des „großen Palatinates“, der Pfalzgrafenwürde.
Der noch fast zeitgenössische Chronist Felix Joseph von Lipowsky bezeichnet den Obersthofmeister 1823 in seinem Buch Karl Theodor, Churfurst von Pfalz-Bayern, Herzog zu Julich und Berg, wie er war und wie es wahr ist, als „in Künsten und Wissenschaften aller Art hocherfahrn“.
Karl Anton Hyacinth von Gallean starb als letzter kurpfälzischer Obersthofmeister in Mannheim, kurz vor dem Umzug des Hofes nach München, nachdem Kurpfalz und Bayern nun zum Staat Kurpfalz-Bayern vereinigt worden waren. Er wurde in der Mannheimer Pfarrkirche St. Sebastian beigesetzt, wo sich sein Wappenepitaph aus schwarzem Marmor erhalten hat. (Die Altersangabe darauf ist offenbar nicht korrekt.)
Der Fürst gehörte zahlreichen wissenschaftlichen Vereinigungen an, so der Kurpfälzischen Akademie der Wissenschaften, deren Gründungssitzung er am 20. Oktober 1763 in Vertretung des Kurfürsten eröffnete und seit 1766 auch als Ehrenmitglied der Bayerischen Akademie der Wissenschaften.
Er war Malteser-Ordensritter, Komtur des Ordens vom Hl. Mauritius und Lazarus sowie Ritter des polnischen Weißen Adlerordens und des hessen-kasselischen Hausordens vom Goldenen Löwen (14. August 1770).
Galleans Gattin hieß Marie Franziska Henrietta de Montpesat; das Ehepaar hatte 2 Töchter als Nachkommen. Die Tochter Gabrielle (1763–1834) heiratete den Sohn des ab 1790 im Heidelberger Exil lebenden, französischen Generals Joseph Palamede de Forbin-Janson. Ein Kind aus dieser Verbindung ist der Bischof Charles-Auguste-Marie-Joseph de Forbin-Janson (1785–1844), der das „Werk der Heiligen Kindheit“ gründete (heute  Päpstliches Kindermissionswerk) und im Ruf der Heiligkeit starb.